# League of African Churches
The League of African Churches är en ekumenisk organisation i Swaziland.
1999 hade den följande medlemskyrkor:
- The Apostolic Jerusalem Christ Church in Zion Thesalonica in South Africa
- Christian Catholic Apostolic Church in Zion in South Africa
- The Christian Catholic Apostolic Holy Spirit Church in Zion in South Africa
- Ekuphileni Zion Church
- Jerusalem Betsaida Church of Christ in Zion in South Africa
- Pentecost East Star Jerusalem Church in Sabbath
- St. Johns Apostolic Faith Mission
- Skhonyane Church in Zion
- Swazi Christian Church - kaMavimela
- Swazi Christian Church - kaHhandolo
- Zion Apostolic New Jerusalem Church in Southern Africa